# Retrato de joven con cortina roja
Retrato de joven o Retrato de joven con cortina roja es un óleo sobre lienzo de 50,5 x 43,6 cm de Lorenzo Lotto, de 1526 y conservado en la Gemäldegalerie de Berlín. Está firmado "L. Lotus pict.".

## Historia
La obra se conoce desde 1638 cuando fue inventariada en la colección del marqués Vincenzo Giustiniani. Fue puesta a la venta en París por el marchante Féréol Bonnemaison en 1815 y comprada por Federico Guillermo III de Prusia.
Los inventarios antiguos recuerdan como la figura originalmente se encontraba junto a un "uffiziolo" (un estante) de mármol, que fue cortado en un momento indeterminado. Los dos dedos que sobresalen en el borde inferior también habían sido cubiertos de negro para ocultarlos en la ropa y fueron redescubiertos durante una restauración.
Por analogías con otros retratos, la pintura es datada por motivos estilísticos en los primeros años del regreso a Venecia desde Bérgamo del artista.

## Descripción y estilo
Sobre el fondo de una tela roja, ligeramente apartada a la derecha revelando un murete con hiedra y una vista marina (probablemente la Laguna), el protagonista aparece a media figura, de tres cuartos hacia la derecha, con la mirada dirigida al espectador. 
El rostro es realista e intenso, sin muchas idealizaciones a lo Tiziano. Presenta barba y bigote y una gorra negra inclinada. El jubón negro, con rayas de terciopelo, es propio de las clases altas de la época, con la camisa blanca sobresaliendo en el cuello, atada con un cordón con borlas.